# Бегунчик быстрый
Бегунчик быстрый (лат. Bembidion velox) — вид жуков-жужелиц из подсемейства трехин. Распространён в Европе, России (на севере российской Восточно-Европейской Равнины, в Северо-Восточной и на севере Западной Сибири, Хабаровском и Приморском краях), Турции и Китае. Обитают на песчаных берегах рек и озёр, прогреваемые солнцем. Длина тела имаго 5-6,5 мм. Верх тела ярко-бронзовый или медный. Надкрылья иногда синие. Первый членик усиков и ноги — жёлтые.